# Nova vas (Preddvor, Slovenija)
Nova vas je naselje u slovenskoj Općini Preddvoru. Nova vas se nalazi u pokrajini Gorenjskoj i statističkoj regiji Središnjoj Sloveniji. 

## Stanovništvo
Prema popisu stanovništva iz 2002. godine naselje je imalo 120 stanovnika.